# Copiapoa marginata
Copiapoa marginata là một loài thực vật có hoa trong họ Cactaceae. Loài này được (Salm-Dyck) Britton & Rose mô tả khoa học đầu tiên năm 1922.

## Hình ảnh

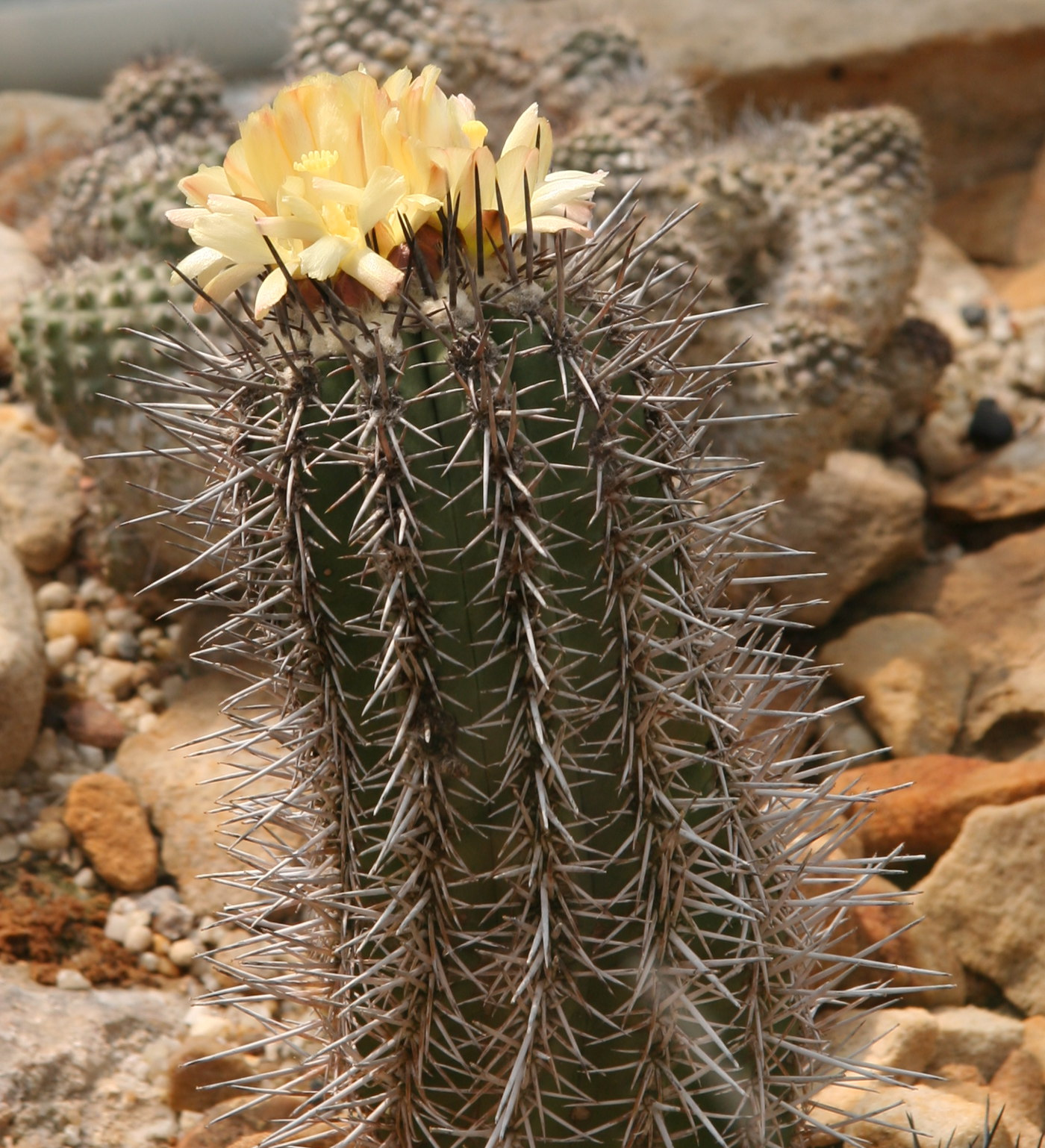
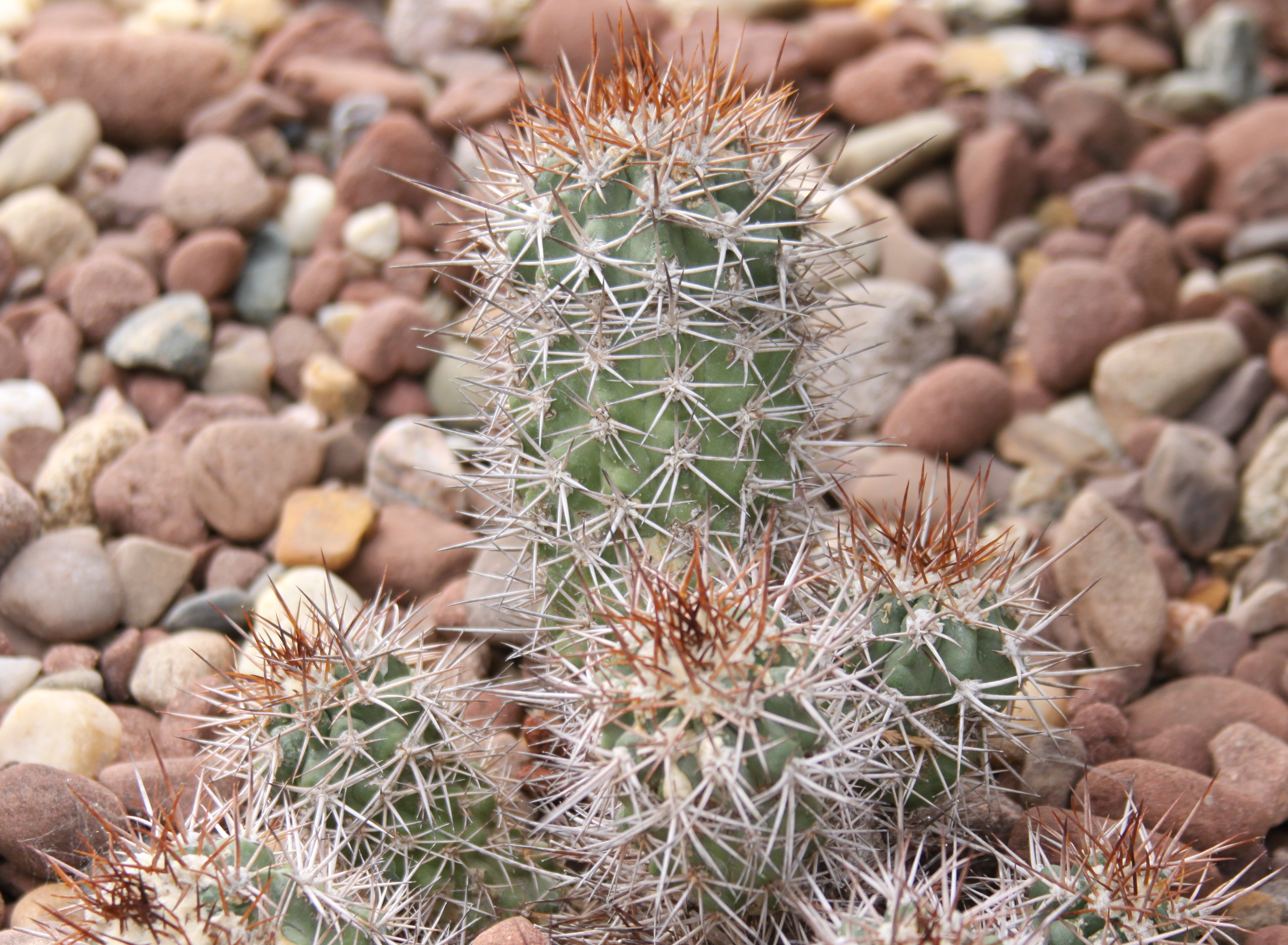